# Kai Walter
Kai Walter (* 1973) ist ein ehemaliger deutscher Kanute.
Kai Walter startete in den 1990er und 2000er Jahren im Canadier-Zweier bei nationalen und internationalen Wettkämpfen.
Bei der 41. und letzten DDR-Meisterschaft im Kanuslalom konnte er im  Canadier-Einer-Teamwettbewerb des Canadier-Einers die Bronze-Medaille erringen.
Walter, der nach der Wende erst für den SC DHfK Leipzig und später für den neugegründeten Leipziger Kanu-Verein antrat holte seine größten Erfolge zusammen mit Frank Henze. Neben drei deutschen Meisterschaften im Canadier-Zweier-Teamwettbewerb holten die beiden (ebenfalls im Team) 2002 Silber bei den Weltmeisterschaften in Bourg St.-Maurice und Bronze bei den Europameisterschaften in Bratislava.